# بيرس آدامز
بيرس آدامز (بالإنجليزية: Piers Adams)‏ هو موسيقي بريطاني، ولد في 21 ديسمبر 1963.

## وصلات خارجية
- بيرس آدامز على موقع ميوزك برينز (الإنجليزية)
- بيرس آدامز على موقع أول ميوزيك (الإنجليزية)
- بيرس آدامز على موقع ديسكوغز (الإنجليزية)